# Camille Desmoulins
Lucie Simplice Camille Benoit Desmoulins (Guise, 2. ožujka 1760. — Pariz, 5. travnja 1794., bio je francuski novinar i političar koji je odigrao značajnu ulogu tijekom Francuske revolucije. Bio je Dantonov blizak prijatelj.

## Životopis
Još tijekom studija Desmoulins se zagrijao za antičke slobodarske ideale. Postao je odvjetnik 1785. i radio pri parlamentu u Parizu, a djelovao je i kao politički pisac radikalnog duha. 
Već 1789. bio je jedan od prvih koji je zagovarao republikansko uređenje i od tada je djelovao u smjeru ukidanja monarhije, s prekidom 1792. Kao član Konventa, Desmoulins nije imao neku važniju ulogu, ali kao novinar njegov utjecaj je bio značajan. Izdavao je novine Les révolutions de France et Brabant 1789. – 1791. i La tribune des patriotes 1792. godine. U potonjim novinama branio je Robespierreovu politiku a u svojim tekstovima napada Žirondince. Pošto je bio u dobrim odnosima s Dantonom, postao mu je osobni tajnik 1791. Desmoulins osniva novine Vieux cordelier 1793. i u Dantonovom duhu napada Herbertiste, kada ga je Robespierre prozvao. Desmoulins se u svojim pisanjima okreće protiv njega, i kada je Danton uhićen, Desmoulins doživljava njegovu sudbinu. Pogubljen je 1794. godine.